# Julius Otto (Schauspieler)

Julius Otto

Julius Heinrich Albert Friedrich Otto (* 29. Januar 1866 in Schwerin; † 1924 in München) war ein deutscher Theaterschauspieler und -intendant.

## Leben
Der Sohn des Schauspielerehepaars Wilhelm Otto und Rosa Otto-Martineck war zuerst kaufmännisch tätig und ergriff 1885 den Schauspielerberuf. Sein erstes Engagement fand er am Hoftheater in Meiningen, wo er zunächst nur ein Jahr blieb, um seiner Militärpflicht Genüge zu tun. Er kehrte in dieses Engagement zurück, wirkte daselbst bis 1888, kam dann nach Brünn (1889), nach Bremen (1890), nach St. Louis (von 1890 bis 1891), wurde hierauf Mitglied des Hamburger Stadttheaters (von 1891 bis 1892), trat sodann in den Verband des Stadttheaters in Riga, wo er vier Jahre wirkte und folgte 1896 einem Rufe an das Leipziger Stadttheater. 1902 übernahm er mit Frido Grelle die Direktion des Stadttheaters in Zwickau.
Sein Bruder war der Schauspieler Alex Otto, dessen Frau Margarethe Körner seine Schwägerin.